# Foot224
Foot224  est un site d’information sportive en continu sur la république de Guinée, .
Fondé en mai 2013 par Thierno Amadou Makadji, Alhassane Diallo et Sékou Koutoubou Kaba.

## Histoire
Foot224 était à ses débuts un blog à succès auprès des fans du football guinéen. Un mois après sa mise en ligne en 2013, le blog enregistrait plus de 5500 visites sur des articles traitant de l’actualité footballistique de la Guinée. 
En octobre 2013, Foot224 change de dynamique et passe d'un blog à un site Web.

## Émissions TV
Foot224 fait aussi de la télé à travers des émissions lancées au fil des années. En 2019, à l’occasion de la Coupe d’Afrique des Nations en Égypte, la rédaction a lancé le concept Flash Syli. Il s'agit d'une émission quotidienne d’informations de trois minutes retraçant l’actualité de l’équipe nationale de Guinée. Ce concept a été reconduit en décembre 2019 à l’occasion de l’organisation à Conakry du tournoi de l’union des fédérations ouest-africaines de football zone A (UFOA A). 
Pendant le confinement avec la pandémie de la COVID-19, Foot224 a lancé le live foot224. Durant plus d’une heure, les internautes ont pu interagir avec des footballeurs guinéens comme Simon Falette, Kevin Constant, Pascal Feindouno, François Kamano, Kaba Diawara, ou encore l'entraîneur Michel Dussuyer sur des sujets en relation avec le football guinéen.

## Distinctions
- 2019 : Foot 224 a été classé 11e parmi les sites internet les plus visités en Guinée[4].